# Masters 1986
La edición 17 de la Tennis Masters Cup se realizó del 3 al 17 de diciembre del 1986 en Nueva York, Estados Unidos.

## Individuales

### Clasificados
- Ivan Lendl
- Yannick Noah
- Andres Gomez
- Stefan Edberg
- Boris Becker
- Joakim Nystrom
- Henri Leconte
- Mats Wilander

### Grupo Fred Perry
| Resultados Round Robin-Win | Result-Res | -Winner-Winner-Winner-Win | -Score-Score-Score-Score |
| -------------------------- | ---------- | ------------------------- | ------------------------ |
| Ivan Lendl (CZE)           | derrota a  | Stefan Edberg (SWE)       | 6–3, 6–4                 |
| Ivan Lendl (CZE)           | derrota a  | Andres Gómez (ECU)        | 6–3, 7–5                 |
| Ivan Lendl (CZE)           | derrota a  | Yannick Noah (FRA)        | 6–4, 6–4                 |
| Stefan Edberg (SWE)        | derrota a  | Andres Gómez (ECU)        | 6–2, 6–3                 |
| Stefan Edberg (SWE)        | derrota a  | Yannick Noah (FRA)        | 4–6, 6–3, 7–6            |
| Andres Gómez (ECU)         | derrota a  | Yannick Noah (FRA)        | 7–6, 7–6                 |

### Grupo Don Budge
| Resultados Round Robin-Win | Result-Res | -Winner-Winner-Winner-Win | -Score-Score-Score-Score |
| -------------------------- | ---------- | ------------------------- | ------------------------ |
| Boris Becker (GER)         | derrota a  | Mats Wilander (SWE)       | 6–3, 3–6, 6–3            |
| Boris Becker (GER)         | derrota a  | Joakim Nystrom (SWE)      | 6–1, 6–3                 |
| Boris Becker (GER)         | derrota a  | Henri Leconte (FRA)       | 0–6, 6–1, 6–1            |
| Mats Wilander (SWE)        | derrota a  | Joakim Nystrom (SWE)      | 6–7, 6–3, 6–3            |
| Mats Wilander (SWE)        | derrota a  | Henri Leconte (FRA)       | 6–1, 7–5                 |
| Joakim Nystrom (SWE)       | derrota a  | Henri Leconte (FRA)       | 6–4, 6–4                 |

| Resultados Etapa Final-Win | -Winner-Winner-Winner-Win | Result-Res | -Winner-Winner-Winner-Win | -Score-Score-Score-Score |
| -------------------------- | ------------------------- | ---------- | ------------------------- | ------------------------ |
| Semifinal                  | Ivan Lendl (CZE)          | derrota a  | Mats Wilander (SWE)       | 6-4 6-2                  |
| Semifinal                  | Boris Becker (GER)        | derrota a  | Stefan Edberg (SWE)       | 6-4 6-4                  |
| Final                      | Ivan Lendl (CZE)          | derrota a  | Boris Becker (GER)        | 6-4 6-4 6-4              |

| Predecesor: 1985 | ATP World Tour Finals 1986 | Sucesor: 1987 |

- Datos: Q3298022